# La Sirène
La Sirène is een Frans-Duits-Luxemburgs-Belgische animatiefilm uit 2023, geregisseerd door Sepideh Farsi.

## Verhaal
In 1980 wordt Abadan, de petroleumhoofdstad van Iran belegerd door de Iraakse troepen, maar houdt voorlopig stand. Ondanks het beleg is de 14-jarige Omid in de stad achtergebleven bij zijn grootvader. Hij wil er wachten op zijn oudere broer die naar het front is getrokken. Hij leeft tussen een allegaartje van excentrieke personages die allemaal hun eigen reden hebben om in de stad te blijven. Terwijl het net zich sluit en de stad elk moment dreigt te gaan vallen, probeert Omid zijn geliefden te redden door hen te laten inschepen op een oud schip dat hij heeft gevonden in de haven van Abadan en waarvan hij zijn eigen ark wil maken.

## Release en ontvangst
La Sirène ging op 16 februari 2023 in première op het Internationaal filmfestival van Berlijn in de Panorama-sectie. De film won de Prix Sacem de la musique originale op het Festival international du film d'animation d'Annecy 2023.

## Prijzen en nominaties
De belangrijkste:
| Jaar | Prijs         | Categorie          | Genomineerde(n)    | Uitslag     |
| ---- | ------------- | ------------------ | ------------------ | ----------- |
| 2024 | Prix Lumières | Beste animatiefilm | Beste animatiefilm | Genomineerd |